# Filmografia lui Owen Wilson

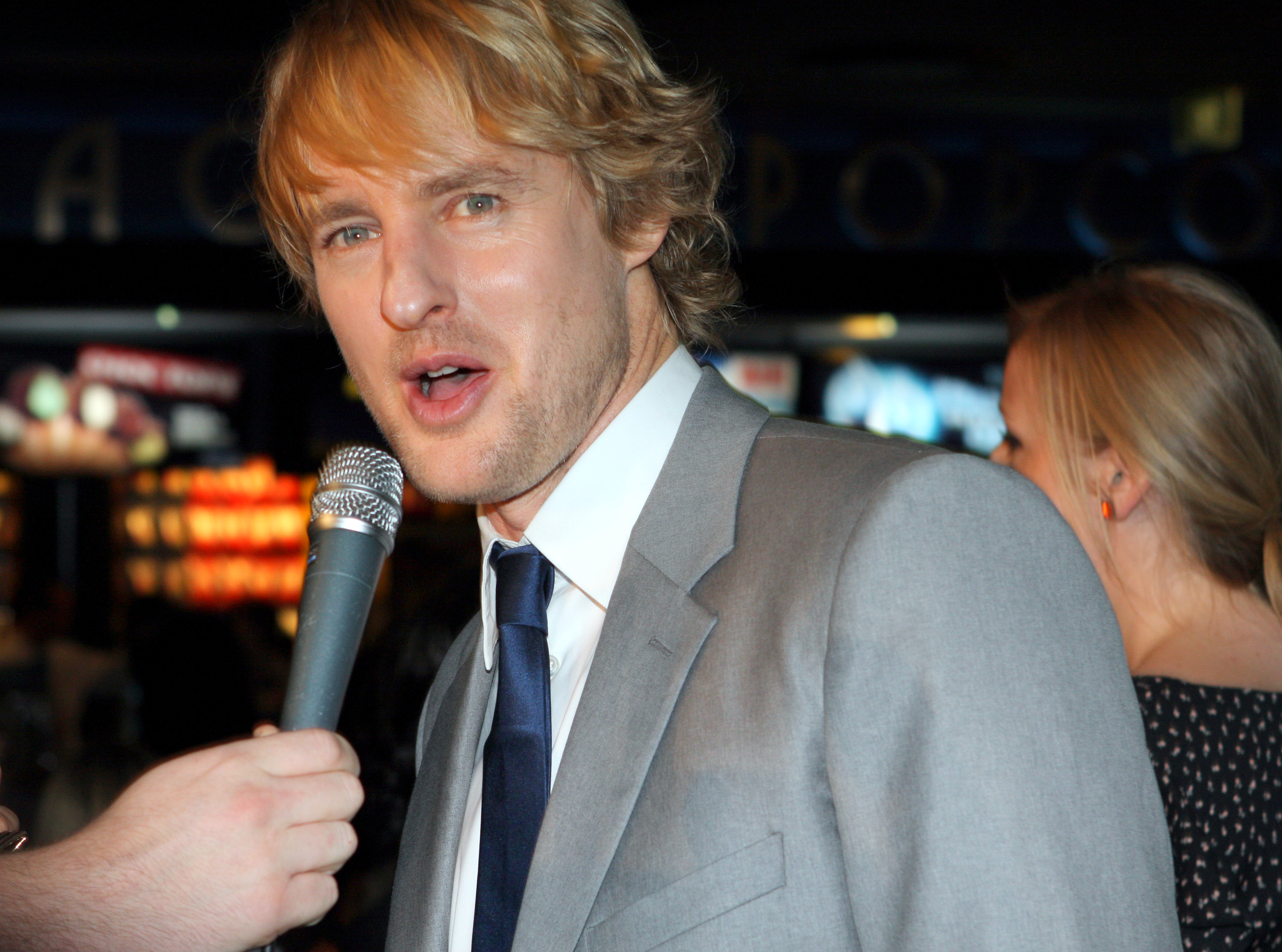
Owen Wilson în 2011

Owen Wilson - actor și scenarist american.

## Filmografia lui Owen Wilson
| An   | Titlu                                          | Rol                 | Note |
| ---- | ---------------------------------------------- | ------------------- | --- |
| 1996 | Bottle Rocket                                  | Dignan              | Producător executiv Co-scenariu cu Wes Anderson De asemenea în film scurt |
| 1996 | The Cable Guy                                  | Robin's Date        | |
| 1997 | Anaconda                                       | Gary Dixon          | |
| 1998 | Armageddon                                     | Oscar Choice        | |
| 1998 | Permanent Midnight                             | Nicky               | |
| 1999 | Heat Vision and Jack                           | Heat Vision         | Doar voce Film de televiziune |
| 1999 | The Haunting                                   | Luke Sanderson      | |
| 1999 | Breakfast of Champions                         | Monte Rapid         | |
| 1999 | The Minus Man                                  | Vann Siegert        | |
| 2000 | Meet the Parents                               | Kevin Rawley        | Nominalizare – Blockbuster Entertainment Award for Best Supporting Actor - Comedy |
| 2000 | Shanghai Noon                                  | Roy O'Bannon        | Nominalizare – Blockbuster Entertainment Award for Best Action Team Nominalizare – Satellite Award for Best Supporting Actor: Musical or Comedy |
| 2001 | Behind Enemy Lines                             | Lt. Chris Burnett   | |
| 2001 | The Royal Tenenbaums                           | Eli Cash            | Producător executiv Co-scris cu Wes Anderson Nominalizare – Academy Award for Best Original Screenplay Nominalizare – BAFTA Award for Best Original Screenplay Nominalizare – Chicago Film Critics Association Award for Best Screenplay Nominalizare – New York Film Critics Circle Award for Best Screenplay Nominalizare – Online Film Critics Society Award for Best Original Screenplay Nominalizare – Phoenix Film Critics Society Award for Best Cast Nominalizare – Phoenix Film Critics Society Award for Best Original Screenplay Nominalizare – Satellite Award for Best Supporting Actor: Musical or Comedy Nominalizare – Toronto Film Critics Association Award for Best Screenplay Nominalizare – Writers Guild of America Award for Best Original Screenplay |
| 2001 | Zoolander                                      | Hansel McDonald     | Nominalizare – MTV Movie Award for Best On-Screen Duo |
| 2002 | I Spy                                          | Alex Scott          | Nominalizare – Golden Raspberry Award for Worst Screen Couple/Ensemble |
| 2003 | Shanghai Knights                               | Roy O'Bannon        | Nominalizare – MTV Movie Award for Best On-Screen Duo |
| 2003 | Yeah Right!                                    | În rolul său        | Scurtă apariție în rolul său |
| 2004 | The Life Aquatic with Steve Zissou             | Ned Plimpton        | Nominalizare – Boston Society of Film Critics Award for Best Cast Nominalizare – Broadcast Film Critics Association Award for Best Cast |
| 2004 | Meet the Fockers                               | Kevin Rawley        | |
| 2004 | Around the World in 80 Days                    | Wilbur Wright       | |
| 2004 | Starsky & Hutch                                | Ken Hutchinson      | MTV Movie Award for Best Kiss Nominalizare – MTV Movie Award for Best On-Screen Duo Nominalizare – People's Choice Award for Favorite On-Screen Chemistry Nominalizare – Teen Choice Award for Choice Movie: Comedy Actor Nominalizare – Teen Choice Award for Choice Movie: Chemistry |
| 2004 | The Big Bounce                                 | Jack Ryan           | |
| 2005 | The Wendell Baker Story                        | Neil King           | |
| 2005 | Wedding Crashers                               | John Beckwith       | MTV Movie Award for Best On-Screen Duo People's Choice Award for Favorite On-Screen Match-Up Nominalizare – MTV Movie Award for Best Comedic Performance Nominalizare – Teen Choice Award for Choice Movie: Liplock |
| 2006 | Night at the Museum                            | Jedediah            | Nemenționat |
| 2006 | You, Me and Dupree                             | Randolph Dupree     | Producător de film |
| 2006 | Cars                                           | Lightning McQueen   | Doar voce |
| 2007 | The Darjeeling Limited                         | Francis Whitman     | |
| 2008 | Drillbit Taylor                                | Drillbit Taylor     | |
| 2008 | Over Her Dead Body                             | Guy on Phone        | Nemenționat |
| 2008 | Marley & Me                                    | John Grogan         | Nominalizare – Teen Choice Award for Choice Movie: Liplock |
| 2009 | Night at the Museum: Battle of the Smithsonian | Jedediah            | |
| 2009 | Community                                      | Cool Guy            | TV Show: 1 Episode |
| 2009 | Fantastic Mr. Fox                              | Coach Skip          | Doar voce |
| 2010 | How Do You Know                                | Matty Reynolds      | |
| 2010 | Little Fockers                                 | Kevin Rawley        | |
| 2010 | Marmaduke                                      | Marmaduke           | Doar voce |
| 2011 | Hall Pass                                      | Rick                | |
| 2011 | Midnight in Paris                              | Gil                 | Nominalizare – Comedy Award for Comedy Actor Nominalizare – Golden Globe Award for Best Actor – Motion Picture Musical or Comedy Nominalizare – Screen Actors Guild Award for Outstanding Performance by a Cast in a Motion Picture Nominalizare – Phoenix Film Critics Society Award for Best Cast |
| 2011 | Cars 2                                         | Lightning McQueen   | Doar voce Nominalizare – People's Choice Award for Favorite Animated Movie Voice |
| 2011 | The Big Year                                   | Kenny Bostick       | |
| 2013 | Stagiarii (The Internship)                     | Nick Campbell       | |
| 2013 | Freezing People Is Easy                        |                     | |
| 2013 | You Are Here                                   |                     | Completed |
| 2013 | Free Birds                                     | Reggie              | Doar voce |
| 2013 | Drunk History                                  | John Harvey Kellogg | Sezonul 1 Episodul 6: Detroit |
| 2014 | She's Funny That Way                           |                     | |
| 2014 | Inherent Vice                                  | Coy Harlingen       | |
| 2014 | The Grand Budapest Hotel                       |                     | |

### Jocuri video
| An   | Titlu | Rol               | Note      |
| ---- | ----- | ----------------- | --------- |
| 2006 | Cars  | Lightning McQueen | Doar voce |